# Bhumibol Adulyadej
Bhumibol Adulyadej (Rama IX) nom real พระบาทสมเด็จพระเจ้าอยู่หัวภูมิพลอดุลยเดชมหาราช, Phra Bat Somdet Phra Chaoyuhua Bhumibol Adulyadej Maharaj, el Grandiós (Cambridge, Massachusetts, Estats Units, 5 de desembre de 1927 - Bangkok, Tailàndia, 13 d'octubre de 2016), fou el rei de Tailàndia des de 1946 fins al 2016, sent el seu el regnat més longeu del món. És el cap d'estat que més temps ha estat en el càrrec en tot el món, i fou el 9è rei de la dinastia Chakri.

## Biografia
Va néixer a Cambridge (Massachusetts), en els Estats Units. Després d'un breu període escolar a Bangkok, va deixar el seu país als sis anys amb la resta de la seva família, traslladant-se a Suïssa on va completar els seus estudis secundaris a Lausana, en la universitat dels quals es va llicenciar en ciències polítiques. Després de la misteriosa mort del seu germà major Ananda Mahidol (oficialment Rei Rama VIII), va accedir al tron el 9 de juny de 1946. No obstant això, va continuar la seva educació. El seu oncle, el príncep Rangsit, es va convertir en regent fins a la seva coronació oficial el 5 de maig de 1950. Uns dies abans s'havia casat el 28 d'abril amb Mom Rajawongse Sirikit Kitiyakara. Tenen un fill, el Príncep Hereu Maha Vajiralongkorn, i tres filles. Va ser proclamat El Grandiós pel llavors primer ministre de Tailàndia.

## Honors
Orde Olímpic d'or